# ブダカ県

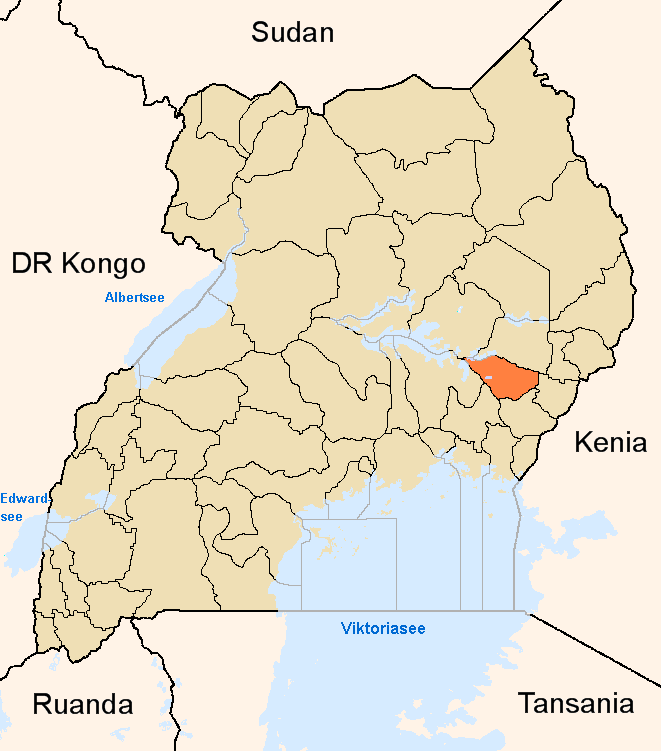
2001年から2005年のパリサ県、南東部がブダカ県

ブダカ県 (ブダカけん、Budaka District) はウガンダ南東部、ブケディ北部の県。2005年7月1日にパリサ県から南東部のブダカ郡及び北部のブテボ郡東部のカコロ、カブワンガシ副郡、南部のキブク郡東部のキリカ、カダマ副郡が分割され設置される予定であったが、境界紛争のために実際に設置されたのは7月20日で、4副郡は移譲されていない。主な住民はグウェレ族で2002年の国勢調査人口は 136,475 人（4副郡を合わせると 221,525 人）。知事に相当する第5地域議会 (LC5) 議長はサム・ムロミ。ブダカTCを含め8の副郡に35の教区が置かれている。

## 隣接する県
ナマタレ川を挟み北東にムバレ県、南西にブタレジャ県と接する。

## 脚註
1. ↑  Denis Ocwich, "Can Uganda’s economy support more districts? Archived 2015年5月29日, at the Wayback Machine.", New Vision, 8 Aug, 2005.
2. ↑  ウガンダ国会議事録、21 Dec, 2005.
3. 1 2 3  Report on the Mapping and Assessment of Orphans and Other Vulnerable Children Service Providers, BUDAKA DISTRICT LOCAL 
GOVERNMENT, September 2007.